# Kings de Stockton
Les Kings de Stockton (Stockton Kings en anglais) sont une équipe franchisée de la NBA Gatorade League, ligue américaine mineure de basket-ball créée et dirigée par la NBA. La franchise est aujourd'hui basée à Stockton (Californie) et dispute ses rencontres à la Stockton Arena. De 2008 à 2018, l'équipe était domiciliée à Reno (Nevada) et jouait ses matchs à domicile à la Reno Events Center sous le nom des Bighorns de Reno.

## Histoire

### Les débuts à Reno
Le 31 janvier 2008, les propriétaires de la franchise annoncent que la nouvelle équipe s’appelle les Bighorns de Reno. Le nom a été choisi en rapport avec le mouflon du désert, animal emblématique du Nevada, représenté sur le logo de l’équipe.
Les premières années, la franchise change souvent de mains. Si David Khan est le propriétaire original, il revend déjà à SK Baseball (propriétaires des Aces de Reno) en 2009. Deux ans plus tard, c’est au tour de Herb Santos Jr de l’acquérir, avant que Vivek Ranadivé (en), actionnaire majoritaire des Kings de Sacramento, devienne propriétaire majoritaire en 2016.
Sur les dix saisons passées à Reno, la meilleure reste celle de 2009-2010. Dirigés par Eric Musselman, ils remportent 68 % des rencontres disputées. Desmon Farmer est l’un des artisans de ce succès, avec 23,7 points inscrits par match. En playoffs, ils avancent jusqu’aux demi-finales de conférence, stoppés 2 succès à 1 par les Vipers de Rio Grande Valley.
Pour les Kings, leur équipe de D-League doit pouvoir leur permettre de tester de nouvelles choses. À l’automne 1994, le 17 octobre, ils vont ainsi chercher leur entraîneur en NCAA D.III. David Arseneault Jr débarque avec une nouvelle tactique employée par son père à l’université de Grinnel, appelée « the System ». Son principe est de prioriser les tirs à 3 points et sous le panier. La défense consiste en une presse qui commence avec 4 joueurs au rebond offensif, le tout avec le plus d’intensité possible. L’objectif est de prendre au moins 94 tirs dont la moitié derrière l’arc, 25 de plus que l’adversaire, et de forcer 32 pertes de balles. Pour cela, les joueurs passent moins de deux minutes consécutives sur le terrain, pour pouvoir produire un effort important sur une courte période. Ce qui fonctionne bien à petit niveau universitaire a du mal à prendre chez les professionnels. Cette tactique les déroute, surtout les paniers inscrits facilement par l’adversaire dès que la défense est débordée. Les résultats ne suivent pas, les joueurs se plaignent et leur côte dégringole. Ce premier exercice est un échec, même si Arseneault s’adapte un peu et que les choses s’améliorent lentement au fil des mois.
Alors qu’il s’attendait à être viré, sa seconde année est au contraire confirmée par le management. Ayant tiré les leçons, il ramène un assistant plus défensif, et choisit à la draft des joueurs compatibles avec « the System ». Et cela fonctionne ! Reno gagne, et bat le record de la ligue pour le pourcentage de réussite aux tirs. Avec 66 % de victoires, il établit la seconde meilleure performance de la franchise jusqu’ici, bien que l’équipe soit éliminée au premier tour des playoffs. Alors que cette fois il s’attend à être prolongé, David Arsenault Jr est renvoyé…
Le 20 octobre 2016, les Kings assurent leur mainmise sur leur formation affiliée. Ils la rachètent et deviennent la 15e équipe NBA à être propriétaire de leur petite sœur.
Quelques mois plus tard après une saison sans saveur, ils poursuivent leur prise de contrôle en changeant l’identité visuelle des Bighorns. Exit le vert, beige et bleu, et place aux violet gris et noir.

### Départ pour Stockton
Le 9 avril 2018, les Kings annoncent leur intention de déménager les Bighorns à Stockton, en Californie. L’équipe doit jouer ses matchs à la Stockton Arena. Ils saisissent ainsi l’occasion de rapprocher la franchise, qui se retrouve à 45 minutes de route au lieu de 2 heures à travers les montagnes.
Le 13 août, ils confient les rênes de l’équipe à Tyrone Ellis, qui sort d’une expérience d’assistant aux Suns de Phoenix. (9) Il profite d’un mélange de joueurs expérimentés (Kalin Lukas, Marcus Williams, Troy Williams, Daniel Ochefu) et de rookies (Cameron Reynolds, Wenyen Gabriel, Taren Sullivan) qui connaissent leur rôle pour proposer un jeu efficace. Cela leur permet de compenser les mouvements continuels de joueurs, et de se qualifier pour les playoffs, bien qu’éliminés dès le premier tour,.

### Logos

Bighorns de Reno (2008 à 2017)
Bighorns de Reno (2017 à 2018)
Kings de Stockton (depuis 2018)

## Résultats sportifs

### Palmarès
| Palmarès des Bighorns de Reno                     |
| - NBA Gatorade League - 10 participations - Néant |
| Palmarès des Kings de Stockton                    |
| - NBA Gatorade League - 1 participation - Néant   |

### Saison par saison
| Bighorns de Reno          |                           |                           |     |     |      |                           |
| 2008–2009                 | Western                   | 4e                        | 25  | 25  | .500 |                           |
| 2009–2010                 | Western                   | 3e                        | 28  | 22  | .560 | Premier tour              |
| 2010–2011                 | Western                   | 1er                       | 34  | 16  | .680 | Demi-finale               |
| 2011–2012                 | Western                   | 7e                        | 21  | 29  | .420 |                           |
| 2012–2013                 | Western                   | 5e                        | 16  | 34  | .320 |                           |
| 2013–2014                 | Western                   | 3e                        | 27  | 23  | .540 | Premier tour              |
| 2014–2015                 | Western                   | 3e                        | 20  | 30  | .400 |                           |
| 2015–2016                 | Pacific                   | 1er                       | 33  | 17  | .660 | Premier tour              |
| 2016–2017                 | Pacific                   | 4e                        | 21  | 29  | .420 |                           |
| Bighorns de Reno          |                           |                           |     |     |      |                           |
| 2017-2018                 | Pacific                   | 1er                       | 29  | 21  | .580 | Demi-finale de conférence |
| Kings de Stockton         |                           |                           |     |     |      |                           |
| 2018-2019                 | Pacific                   | 2e                        | 30  | 20  | .600 | Premier tour              |
| Bilan en saison régulière | Bilan en saison régulière | Bilan en saison régulière | 284 | 266 | .516 |                           |
| Bilan en playoffs         | Bilan en playoffs         | Bilan en playoffs         | 5   | 11  | .313 |                           |

## Personnalités et joueurs du club

### Entraîneurs successifs
Le tableau suivant présente la liste des entraîneurs du club depuis 2008.
| #                 | Entraîneur                | Période   | Saison régulière | Saison régulière | Saison régulière | Saison régulière | Playoffs | Playoffs | Playoffs | Playoffs | Récompenses |
| #                 | Entraîneur                | Période   | M                | V                | D                | %                | M        | V        | D        | %        | Récompenses |
| ----------------- | ------------------------- | --------- | ---------------- | ---------------- | ---------------- | ---------------- | -------- | -------- | -------- | -------- | ----------- |
| Bighorns de Reno  |                           |           |                  |                  |                  |                  |          |          |          |          |             |
| 1                 | Jay Humphries             | 2008-2010 | 100              | 43               | 47               | .530             | 3        | 1        | 2        | .333     |             |
| 2                 | Eric Musselman            | 2010-2011 | 50               | 34               | 16               | .680             | 6        | 3        | 3        | .500     |             |
| 3                 | Paul Mokeski (en)         | 2011-2012 | 50               | 21               | 29               | .420             | -        | -        | -        | -        |             |
| 4                 | Jason Glover (en)         | 2012-2013 | 50               | 16               | 34               | .320             | -        | -        | -        | -        |             |
| 5                 | Joel Abelson (en)         | 2013-2014 | 50               | 27               | 23               | .540             | 2        | 0        | 2        | 0.0      |             |
| 6                 | David Arseneault Jr. (en) | 2014-2016 | 100              | 53               | 47               | .530             | 3        | 1        | 2        | .333     |             |
| 7                 | Darrick Martin (en)       | 2016-2018 | 100              | 50               | 50               | .500             | 1        | 0        | 1        | .000     |             |
| Kings de Stockton |                           |           |                  |                  |                  |                  |          |          |          |          |             |
| 8                 | Tyrone Ellis (en)         | 2018-2020 | 93               | 54               | 39               | .581             | 1        | 0        | 1        | .000     |             |
| 9                 | Bobby Jackson             | 2021-2023 | 65               | 40               | 25               | .615             | 1        | 0        | 1        | .000     |             |

### Joueurs emblématiques
- Patrick Ewing Jr. (2008-2011)
- Donté Greene (2008-2009)
- David Noel (2009-2010)
- Jeremy Lin (2010-2011)
- Patrick O'Bryant (2010-2011)
- Bobby Simmons (2010-2011)
- Danny Green (2010-2011)
- Hassan Whiteside (2010-2012)
- Garrett Temple (2012)